# سنة كبيسة تبدأ يوم الأربعاء
سنة كبيسة تبدأ يوم الأربعاء هي تقويم أي سنة كبيسة (أي عدد أيام السنة هو 366 يوماً) التي تبدأ يوم الأربعاء 1 يناير (كانون ثاني).
أمثلة: سنوات على التقويم الغريغوري 1936, 1964, 1992, 2020, 2048. وبالتالي، فإن تلك السنة يمكن أن تكون ممثلة على النحو التالي: